# 天書
『天書』（てんしょ・あまつふみ・あめのふみ）は、奈良時代末期に藤原浜成の撰とされる編年体の歴史書。『天書記』・『天書紀』・『浜成天書紀』とも。全10巻。藤原浜成の撰とする説は確かめ得ないが、浜成が大納言に昇った事実は無い。三種あるが、一部は古史古伝に分類されることもある。

## 概略
『天書』には三種ある。
1. 逸文の『天書』（逸文のみで現存せず）
『長寛勘文』に1条、『釈日本紀』に28条、『諸社根元記』、『日本書紀纂疏』において逸文が引かれている。
2. 『天書』（詳本）。全十巻（神代から皇極天皇までの編年体の史書）
逸文をおおよそ含んでいるので上記の１と同じものとも考えられるが、逸文を基にした近世の偽書との説もあり、『天書』逸文とこの詳本との異同については結論が出ていない。
3. 『天書紀』（略本）。全十巻（神代のみの物語）
内容は逸文と相違し、『本朝書籍目録』に「天書十巻」「大納言藤原浜成撰」とあることから、後世の偽書であるとされる。

## 刊行本
- 『神道大系』古典編13　神道大系編纂会編　1992年

## 写本
『天書紀』 - 文和2年（1353年）の卜部兼夏の写本を永享9年（1437年）に藤原雅世が写した旨の奥書がある同系本。神代のみを記した略本で、偽書の疑いが特に濃いとされる。
- 国会図書館本1部
享保11年（1726年）の奥書
- 内閣文庫本
享保6年（1721年）の奥書
明和6年（1769年）の写本を明治18年（1885年）8月に写したもの。

『天書』 - 『天書紀』とは異なる系統本。神代から皇極天皇までの編年体史書。
- 国会図書館本
元文5年（1740年）に写し、天保13年（1842年）黒川春村が『釈日本紀』により校閲を加えた本を明治時代に写したもの。